# Štola Ferdinand
Štola Ferdinand (také Josefská nebo Antonín IV) se nachází v katastrálním území Vrapic u silnice z Kladna do Vrapic.

## Historie
Štola byla založená pravděpodobně hormistrem Hynkem Steinem v roce 1775. V písemném záznamu v pamětní knize Buštěhradských kamenouhelných dolů je uvedeno, že štola byla založena v letech 1823–1825 a až o dva roky později byly nafárány sloje černého uhlí. V roce 1841 byla štola prodloužena a přejmenována na Ferdinandovu štolu. Těžba, která byla provázená důlními požáry, probíhala do roku 1871 a do roku 1896 sloužila jako dopravní štola. Znovu byla otevřena v roce 1941 a propojena se znovu otevřenými starými důlními díly pod názvem Prago IV, po roce 1946 Antonín IV. Štola zabezpečovala odvodnění a přístup pracovníků. Definitivně byla uzavřena v roce 1968. Délka štoly byla 340 m.

## Objekt
Po stranách ústí štoly byly původně založeny dva objekty čtvercového půdorysu, které byly později spojeny. Nový klasicistní objekt byl podélný a měl mírně předstupující rizalit s trojúhelníkovým štítem. Okna byla se segmentovým záklenkem a profilovaným ostěním. Štít na východní straně byl členěný lizénami a trojúhelníkovým vlysem v úrovni patrové římsy. V interiéru byly valené klenby s lunetami. Dům prošel četnými úpravami, štít nad rizalitem byl snesen, okna nahrazena novými a provedena nová fasáda. Dům byl v roce 1999 navržen k prohlášení za kulturní památku, v roce 2001 návrh byl zamítnut.